# 10466 Marius-Ioan
10466 Marius-Ioan eller 1981 ET7 är en asteroid i huvudbältet som upptäcktes den 1 mars 1981 av den amerikanska astronomen Schelte J. Bus vid Siding Spring-observatoriet. Den är uppkallad efter Marius-Ioan Piso.
Asteroiden har en diameter på ungefär 3 kilometer.